# معركة سامراء (363)
وقعت معركة سامراء في يونيو 363 م ، أثناء غزو الإمبراطور الروماني يوليان المرتد للإمبراطورية الساسانية. أدرك يوليان، بعد زحف جيشه إلى أبواب قطسيفون وفشله في الاستيلاء على المدينة، أن جيشه كان ضعيفًا في المؤن وبدأ في الزحف نحو سامراء في أراضي العدو.
بدأت المعركة بهجوم ساساني على الحرس الخلفي الروماني، لكنها تطورت إلى معركة كبرى. أصيب يوليان خلال المعركة، وتوفي لاحقًا دون أن يختار خليفةً له. وبعد وفاته، انتخب الرومان جوفيان إمبراطورًا. اضطر جوفيان، الذي تقطعت به السبل في عمق الأراضي الساسانية وهو يعاني من نقص الإمدادات، إلى قبول شروط السلام.

## حملة يوليان
غزا يوليان الإمبراطورية الساسانية بقوة قوامها 95,000 رجل، على أمل تأمين الحدود الشرقية واستبدال الشاه سابور الثاني بشقيقه هرمزد. لقد قسم قوته إلى قسمين، أحدهما بقيادة ابن عمه بروكوبيوس وعددهم 30,000 رجل، سار إلى شمال بلاد ما بين النهرين، والآخر بقيادته قوامه 65,000 رجل . انتصر يوليان في البداية بنصر تكتيكي خارج قطسيفون، لكن جيشه كان مشتتًا جدًا بالنهب للاستيلاء على المدينة. أحرق يوليان الأسطول الذي نقله عبر النهر إلى قطسيفون، وجزءً كبيرًا من الأمتعة، تاركًا إمدادًا فارغًا لمدة ثلاثة أسابيع. ثم وجه مسيرته إلى الداخل في قلب أراضي سابور، على أمل فرض المعركة.

## المعركة
بحلول يونيو 363، أدرك يوليان أنه محاصر في الأراضي الساسانية، فبدأ في زحف جيشه نحو سامراء. تعرض الجيش الروماني لهجوم مستمر وتم إبلاغ يوليان بأن الساسانيين كانوا يضايقون الحارس الخلفي.  عاد يوليان إلى الخلف، دون انتظار ارتداء درع الصدر، وعندما وصل إلى الحارس الخلفي، قيل له إن الجناح الأيسر تعرض لهجوم الفرسان المعزز بالفيلة.
ركب يوليان باتجاه الجناح الأيسر، وانسحبت القوات الرومانية. لقد بدأ تراجع الساسانيون الذين رأوا الرومان. وبسبب تشجع يوليان على ذلك، فقد دعا قواته لتتبعه، واتجه نحو الساسانيين الفارين. بحلول هذا الوقت، طلب منه حراسه الشخصيون، الذين انفصلوا عنه، التراجع. في هذه المرحلة، أصيب يوليان بحربة في جنبه وسقط من جواده. لقد حاصره حراسه، وأعادوه، ونصب الجيش بسرعة. توفي يوليان متأثرا بجراحه في منتصف الليل.
خلال هذه المعركة، كان القديس باسيليوس يصلي أمام أيقونة يصور عليها القديس مرقوريوس كجندي يحمل رمحًا، حيث طلب من الرب ألا يسمح للإمبراطور بالعودة من حربه ضد الفرس واستئناف اضطهاده للمسيحيين. أصبحت صورة الشهيد العظيم مرقوريوس المبينة على الأيقونة غير مرئية، لكنها عاودت الظهور لاحقًا بحربة ملطخة بالدماء. في هذه المعركة، أصيب يوليان بجروح قاتلة برمح جندي مجهول.
ووفقًا لديجناس ووينتر، انتصر الرومان في هذه المعركة، بينما ذكر تورج داريا أن القوات الساسانية انتصرت في المعركة.

## العواقب
ولكون يوليان قد امتنع عن تسمية خليفة، فقد تجمع القادة عند الفجر لإجراء الانتخابات. تم منح الشرف إلى المحافظ سالوتيوس، لكنه رفض. ثم استقر اختيارهم تلقائيًا على جوفيان، قائد الحرس المنزلي ليوليان، الذي كان والده جنرالًا في نفس الخدمة. لقد استأنف التراجع على طول الضفة الشرقية لنهر دجلة، باستمرار مضايقات من الساسانيين. بعد أربعة أيام أخرى من القتال، توقف الجيش المحبط أخيرًا في دورا، حيث حاولوا بناء جسر لعبور النهر، لكنهم فشلوا في ذلك، وحاصرهم الجيش الساساني من جميع الجهات. من الواضح أن جوفيان رأى أن الوضع أصبح يائسًا الآن. وبشكل غير متوقع، وصل مبعوثو سابور الثاني إلى معسكره حاملين عروض السلام، وقد استوعب جوفيان، الذي كان قد استنفد أحكامه أثناء التوقف، بشغف في أي مكان لإخراج الجيش من وضعه المزري. وهكذا اضطر لقبول الشروط المهينة من سابور، من أجل إنقاذ جيشه ونفسه من الدمار الكامل. وفقًا للمعاهدة مع سابور، وافق جوفيان على هدنة لمدة ثلاثين عامًا، والانسحاب من المقاطعات الرومانية الخمس أرزامينا، زموكسوونا، وأزبيسينا، وريهيمينا، وكوردوينا، والسماح للساسانيين باحتلال حصون نصيبين، وكاسترا موروروم، وسينغارا.